# Sundsvalls DFF
Sundsvalls DFF ist ein schwedischer Frauenfußballverein aus Sundsvall. Die Mannschaft spielte zwei Spielzeiten in der Damallsvenskan.

## Geschichte
Sundsvalls DFF entstand 1984 als Abspaltung vom GIF Sundsvall. Bei Gründung der Damallsvenskan als höchster schwedischer Spielklasse der zweiten Liga zugeteilt, schaffte die Mannschaft Ende 1990 den Aufstieg in die erste Liga. In der Spielzeit 1991 vor Mariestads BoIS und BK Astrio auf dem letzten Nichtabstiegsrang platziert, reichte es in der folgenden Spielzeit nur zum letzten Tabellenplatz.
Nach dem Abstieg hielt sich Sundsvalls DFF zunächst in der zweiten Liga, stieg aber 2001 ohne Saisonsieg in die Drittklassigkeit ab. Nach zwei Spielzeiten im mittleren Tabellenbereich gewann die Mannschaft 2004 ihre Staffel nach 16 Siegen in 18 Saisonspielen mit drei Punkten Vorsprung auf IF Team Hudik und kehrte in die zweite Liga zurück. Dort platzierte sie sich zunächst im vorderen Mittelfeld, hatte aber auf den Aufstiegsrang jeweils deutlichen Rückstand. Gegen Ende des Jahrzehnts rutschte sie in der Tabelle ab, hielt sich aber vor den Abstiegsrängen.
In der Saison 2013 gehörte Sundsvall zu den Gründungsmitgliedern der zweitklassigen Elitettan, stieg jedoch am Saisonende als Tabellenletzter ab.

## Bekannte Spielerinnen
- Renae Cuéllar (mexikanische Nationalspielerin)